# Jean-Baptiste-Gustave Lamothe
Jean-Baptiste-Gustave Lamothe, né le 16 avril 1856 à Champlain et mort le 24 novembre 1922 à Montréal, est un juriste québécois. De 1918 à 1922, il est juge en chef du Québec.

## Biographie
Jean-Baptiste-Gustave Lamothe est le fils de Joseph-Germain Lamothe et d'Émilie Turcotte.
Il effectue son cours classique au Séminaire Saint-Joseph de Trois-Rivières. Il étudie le droit auprès de François-Xavier-Anselme Trudel à Montréal. Il est admis au barreau du Québec en 1880. Il est nommé conseiller de la reine en 1899. Il obtient un doctorat en droit de l'Université de Montréal en 1921. Il pratique le droit auprès de Trudel et de Napoléon Charbonneau. De 1904 à 1905, il est bâtonnier du district de Montréal. Impliqué au sein du Parti conservateur du Québec, il est vice-président de l'Association libérale-conservatrice de Montréal. Il est le directeur de la Ligue anti-alcoolique en 1909.
Le 25 septembre 1915, il devient juge à la Cour supérieure du Québec. Il accède à la Cour du banc du roi le 19 septembre 1918 et devient juge en chef du Québec. Le 16 octobre 1918, il occupe pour quelques jours le poste d'administrateur du Québec en raison des problèmes de santé de Pierre-Évariste Leblanc, alors lieutenant-gouverneur du Québec.

## Source
- Les juges en chef de la province de Québec, 1764-1924 /   Audet, Francis-Joseph, p. 171

- Ressource relative à plusieurs domaines :   - Répertoire du patrimoine culturel du Québec
- Notices d'autorité :   - VIAF